# ام‌جی‌ام گرند گاردن آرنا
ام‌جی‌ام گرند گاردن آرنا (انگلیسی: MGM Grand Garden Arena) یک سالن چندمنظوره در شهر لاس وگاس، ایالات متحده آمریکا است.
این سالن که در سال ۱۹۹۳ تأسیس شده میزبان مسابقاتی همچون فوتبال سالنی، بسکتبال والیبال و همچنین رویدادهای جایزه گرمی لاتین و جایزه موسیقی بیلبورد بوده‌است.

## نگارخانه

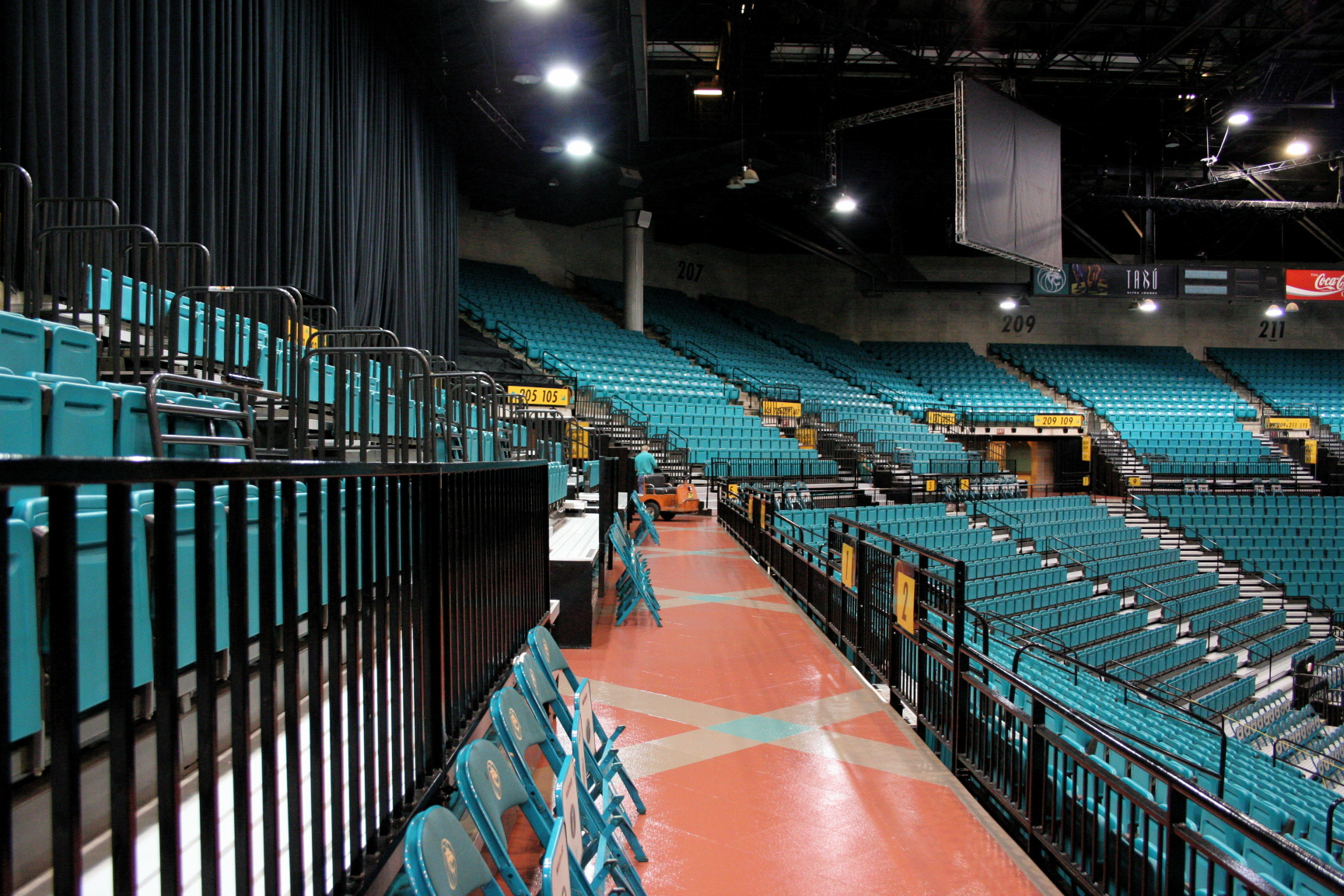
MGM Grand Garden Arena Interior
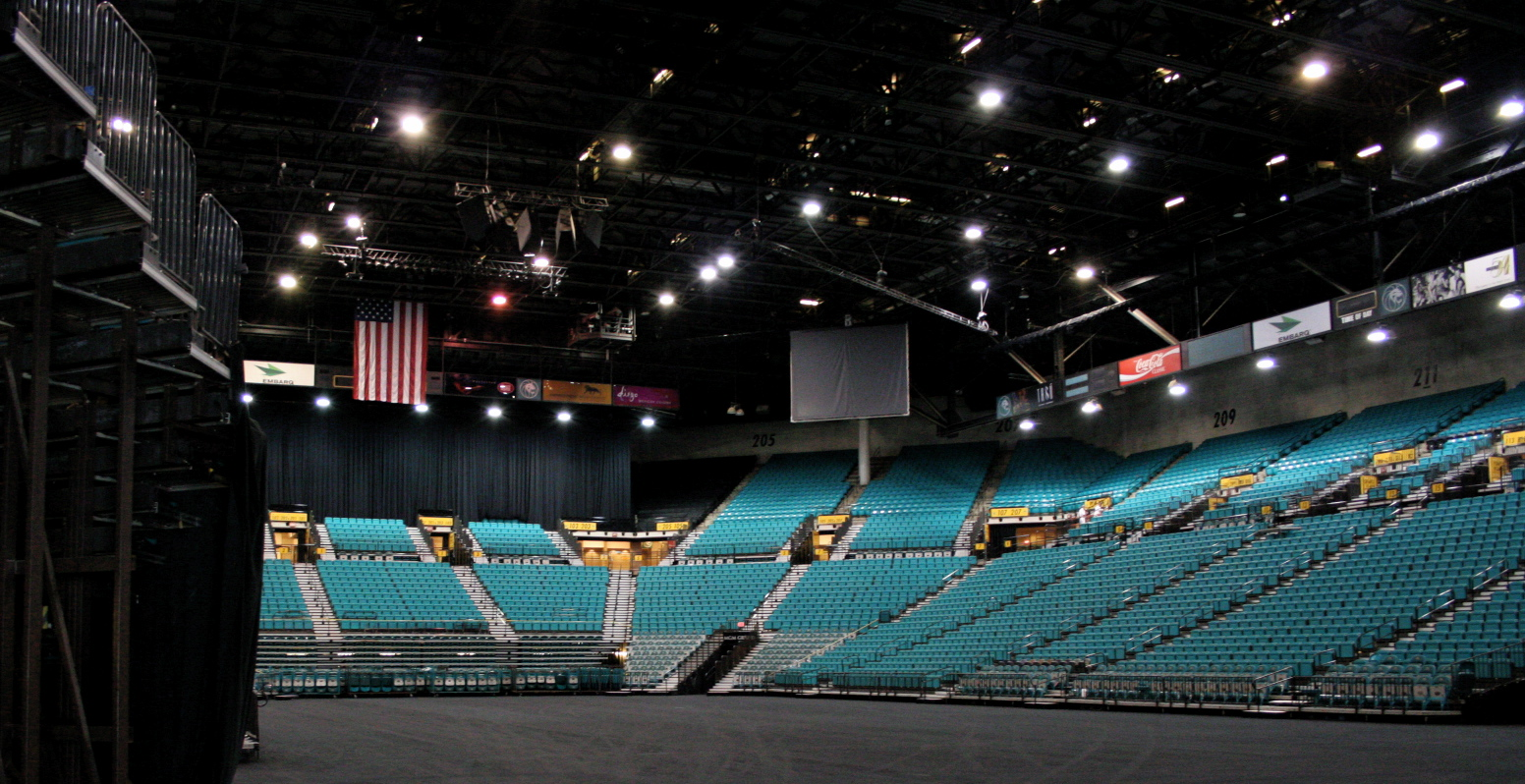
MGM Grand Garden Arena Interior